# 쿠네쿠네돼지

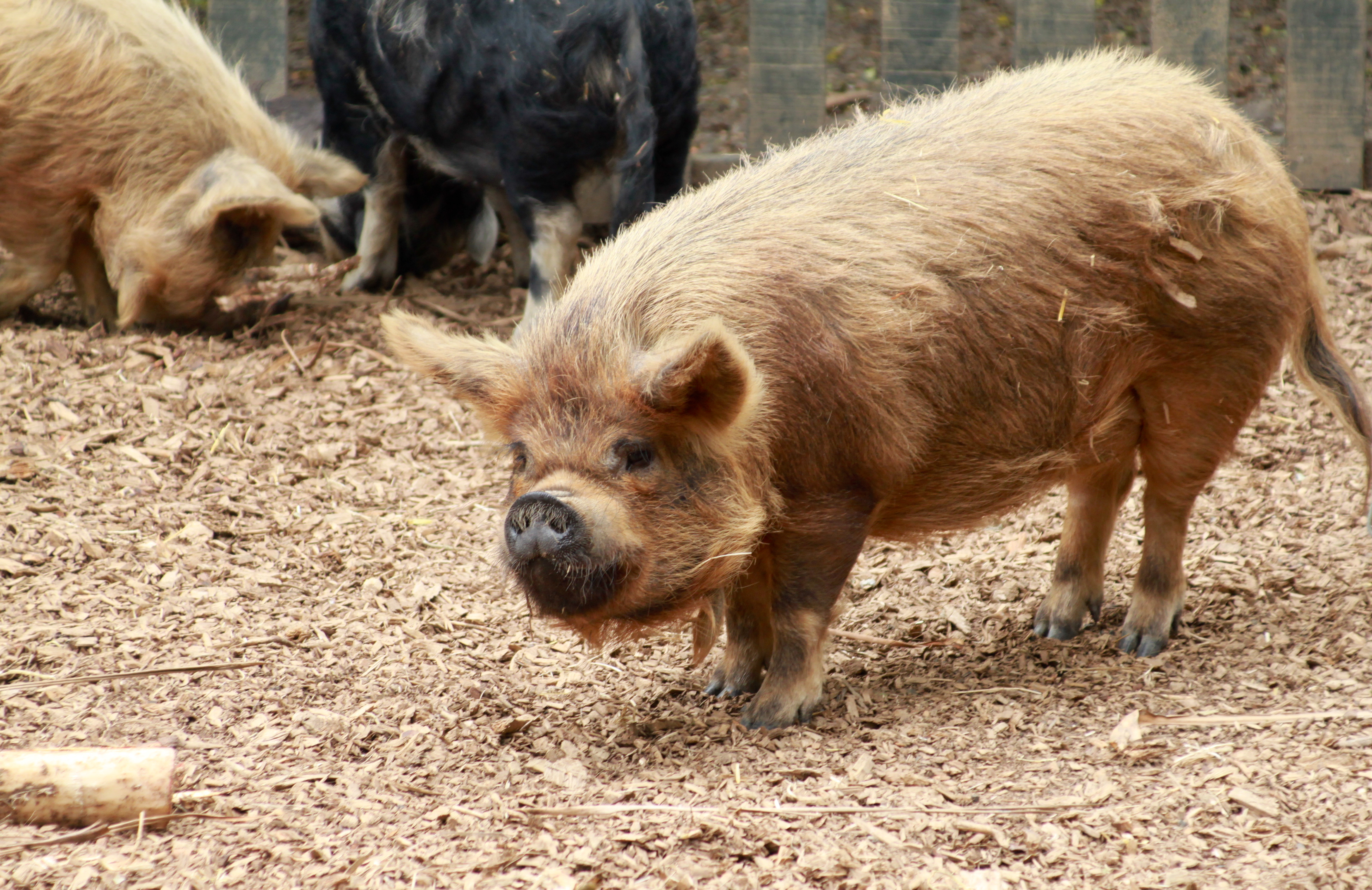
해밀턴 동물원의 쿠네쿠네.

쿠네쿠네(kunekune, /ˈkuːneɪkuːneɪ/, /ˈkuːnkuːn/)는 뉴질랜드의 소형 돼지이다. 색은 검은색/흰색에서부터 진저, 크림, 골드팁, 블랙, 브라운, 삼색에 이르기까지 다양하다.

## 역사
이 품종은 아시아의 품종에서 전래된 것으로 19세기 초 교역자들에 의해 뉴질랜드에 들여왔다.

## 거주지
쿠네쿠네의 자연 거주지는 우림지대와 초목지이다. 실외에서 번성하며 돼지의 수에 따라 적어도 2미터 크기의 펜(우리)를 구매하는 것이 좋다.